# Директор по информационным технологиям
Директор по информационным технологиям (CIO англ. Chief Information Officer), или ИТ-директор (англ. Information Technology (IT) Director) — руководитель, относящийся к категории топ-менеджмента, высшего руководства предприятия (компании). Определяет информационную стратегию компании, принимает решения на высшем уровне, как правило, руководит работой департамента или службы по информационным технологиям (ИТ или АйТи (от англ. IT)) компании. В типичной схеме управления компанией часто занимает пост вице-президента и подотчётен исполнительному директору, финансовому директору или генеральному директору. Часто является членом совета директоров.

## Основы
ИТ-директор (CIO) управляет своим подразделением, определяет стратегические направления развития технологий для поддержки бизнеса и является лидером для своих подчиненных в решении технологических задач и достижении поставленных перед подразделением целей.

В России утвержден профессиональный стандарт ИТ-директора.

В России создан и функционирует «Российский Союз ИТ-Директоров (СоДИТ)».

Официальный портал ИТ-директоров России «Global CIO».

По данным Forbes на конец 2008 года средний срок пребывания в должности CIO (директор по информационным технологиям) 38 месяцев.